# Coatsburg
Coatsburg és una població dels Estats Units a l'estat d'Illinois. Segons el cens del 2000 tenia 226 habitants.

## Demografia
Segons el cens del 2000, Coatsburg tenia 226 habitants, 88 habitatges, i 63 famílies. La densitat de població era de 727,2 habitants/km².
Dels 88 habitatges en un 36,4% hi vivien nens de menys de 18 anys, en un 58% hi vivien parelles casades, en un 12,5% dones solteres, i en un 28,4% no eren unitats familiars. En el 25% dels habitatges hi vivien persones soles el 8% de les quals corresponia a persones de 65 anys o més que vivien soles. El nombre mitjà de persones vivint en cada habitatge era de 2,57 i el nombre mitjà de persones que vivien en cada família era de 3,06.
Per edats la població es repartia de la següent manera: un 29,6% tenia menys de 18 anys, un 9,7% entre 18 i 24, un 26,5% entre 25 i 44, un 23,5% de 45 a 60 i un 10,6% 65 anys o més.
L'edat mediana era de 33 anys. Per cada 100 dones de 18 o més anys hi havia 72,8 homes.
La renda mediana per habitatge era de 36.250 $ i la renda mediana per família de 41.042 $. Els homes tenien una renda mediana de 32.250 $ mentre que les dones 14.861 $. La renda per capita de la població era de 15.026 $. Aproximadament el 3,8% de les famílies i el 9% de la població estaven per davall del llindar de pobresa.

## Poblacions més properes
El següent diagrama mostra les poblacions més properes.